# Medikamentozni pobačaj
Medikamentozni pobačaj, također poznat kao artificijelni prekid trudnoće ili pobačaj tabletama, događa se kada se za pobačaj koriste propisani lijekovi. Tipičan postupak predviđa kombinaciju lijekova od kojih su najčešće korišteni mifepriston i misoprostol. Mifepriston i misoprostol se smatraju sigurnim i učinkovitim za pobačaj za širok raspon gestacijske dobi. Kad mifepriston nije dostupan, može se koristiti samo misoprostol. Osim navedenih tableta, mogu se koristiti i druge ovisno o dostupnosti i specifičnostima pacijentica.
Medicinski postupci za inducirani pobačaj u kojima se primarno ne koriste tablete općenito su poznati kao kirurški pobačaj.

## Medicinska upotreba

### Unutar prvih 12 tjedana trudnoće
Za medikamentozni pobačaj prije 12. tjedna trudnoće, Svjetska zdravstvena organizacija (SZO) preporučuje mifepriston od 200 mg oralnom uporabom te 1 – 2 dana kasnije misoprostol od 800 mcg vaginalno ili sublingualno (spod jezika). Misoprostol se može ponoviti kako bi se povećala vjerojatnost induciranja pobačaja. Uspješnost takvog postupka unutar 10 tjedana trudnoće iznosi 96,6%. Žene koje su uzimale misoprostol manje od 24 sata nakon mifepristona imali su veće stope neuspjeha u usporedbi sa ženama koje su čekale 1 – 2 dana. Nacionalna federacija za pobačaj (NAF) također preporučuje kombinaciju mifepristona i misoprostola. Za pobačaj lijekovima do deset tjedana trudnoće, uzima se 200 mg mifepristona, a nakon 24 do 48 sati 800 μg misoprostola. Za trudnoće nakon 9. tjedna, ponavljanje jedne doze misoprostola čini ga učinkovitijim. Za induciranje pobačaja između 10. i 11. tjedna trudnoće, NAF-ov protokol predviđa rutinsku drugu dozu misoprostola od 800 μg četiri sata nakon prve doze.
Ako mifepriston nije dostupan, WHO preporučuje oralno ili vaginalno uzimanje misoprostola od 800 μg. Uspješnost samog misoprostola za pobačaj u prvom tromjesečju iznosi 78%.
Iako nije prvi izbor, moguća je i kombinacija metotreksata i misoprostola. Metotreksat se daje oralno ili intramuskularno, nakon čega slijedi vaginalno uzimanje misoprostola 3-5 dana kasnije. Ovo je prikladna opcija za trudnoću unutar prva 63 dana. Kombinacija metotreksat – misoprostol može se koristiti i prema WHO-u, ali se ne preporučuje jer metotreksat može biti teratogen za fetus u slučajevima nepotpunog pobačaja. Međutim, ova se kombinacija smatra učinkovitijom od samog misoprostola.

### Nakon 12. tjedna trudnoće
WHO preporučuje mifepriston od 200 mg na usta (oralno) nakon čega slijedi misoprostol od 400 μg ispod jezika ili vaginalno. Misoprostol se može uzimati u ponovljenim dozama svaka 3 sata dok se ne postigne uspješan pobačaj. Prosječno vrijeme do pobačaja nakon uzimanja misoprostola je 6 – 8 sati, a u otprilike 94% slučaja trudnoća će biti prekinuta unutar 24 sata nakon uzimanja misoprostola. Kad mifepriston nije dostupan, misoprostol se još uvijek može koristiti iako će se prosječno vrijeme do prekida trudnoće produljiti u usporedbi s ostalim kombinacijama.

### Samostalna uporaba medikamentoznog pobačaja
Samostalni medikamentozni pobačaj dostupan je ženama koje žele uzeti lijek bez izravnog liječničkog nadzora, za razliku od onog kojeg provodi liječnik tijekom kojeg žena uzima lijek za induciranje pobačaja u prisutnosti zdravstvenog djelatnika. Dokazi kliničkih ispitivanja pokazuju da je takav (samostalni) pobačaj jednako učinkovit kao i onaj pod liječničkim nadzorom, ali sigurnosni aspekti ostaju neizvjesni.

### Telemedicina
Medikamentozni pobačaj uveden je kao usluga u kojoj osoba fizički posjećuje zdravstveni centar zbog zahtjeva FDA da prvu tabletu, mifepriston, da liječnik osobno, umjesto izdavanja recepta. Postoje i drugi modeli kako bi se pacijenticama osigurao siguran pristup medikamentoznom pobačaju. Tijekom pandemije COVID-19 uvedeni su dodatni modeli kako bi se omogućila ova usluga. Žene su prijavile visoku razinu zadovoljstva uslugama pobačaja putem telemedicine.

## Kontraindikacije
Kontraindikacije za mifepriston su nasljedna porfirija, kronično zatajenje nadbubrežne žlijezde i ektopična trudnoća. Prethodna alergijska reakcija na mifepriston ili misoprostol također je jedna od kontraindikacija.
Mnoga su istraživanja isključila žene s teškim zdravstvenim problemima poput bolesti srca i jetre ili teške anemije. Potreban je oprez u nizu okolnosti, poput:
- dugotrajne primjene kortikosteroida;
- poremećaja koagulacije;
- teške anemije.

U nekim slučajevima je prikladno uputiti osobe s već postojećim medicinskim tegobama na bolnički inducirani pobačaj.

## Štetni učinci
Simptomi koji zahtijevaju hitnu medicinsku pomoć:
- Teško krvarenje (dovoljno krvi da natopi četiri higijenska uloška u 2 sata),
- Bol u trbuhu, mučnina, povraćanje, proljev, vrućica koja traje duže od 24 sata nakon uzimanja mifepristona,
- Povišena tjelesna temperatura od 38°C ili više, duže od 4 sata.

Većina žena ima grčeve i krvarenje jače od menstruacije. Mučnina, povraćanje, proljev, glavobolja, vrtoglavica i povišena tjelesna temperatura su česte pojave. Misoprostol koji se uzima vaginalno uzrokuje manje probavnih smetnji. Nesteroidni protuupalni lijekovi, poput ibuprofena, mogu smanjiti bol.
Iako je medikamentozni pobačaj povezan s većim krvarenjem nego kirurški pobačaj, sveukupno krvarenje za ove dvije metode je minimalno i klinički se ne razlikuje. U opsežnom ispitivanju objavljenom 1992. godine na više od 16.000 žena podvrgnutih medikamentoznom pobačaju koristeći mifepriston s različitim dozama gemeprosta ili sulfprostona, samo je 0,1% imalo krvarenje koje je zahtijevalo transfuziju krvi. Savjetuje se da se zatraži medicinska pomoć ako dođe do obilnog krvarenja koje natopi dva higijenska uloška unutar dva sata.

### Zaustavljanje krvarenja
Vaginalno krvarenje općenito se postupno smanjuje tijekom otprilike dva tjedna nakon medikamentoznog pobačaja, ali u pojedinačnim slučajevima sitno krvarenje (spotting) može trajati i do 45 dana. Ako je žena dobro, ni produljeno krvarenje, niti prisutnost tkiva u maternici nisu indikacija za kiruršku intervenciju odnosno kiretažu. Preostali dijelovi zametka bit će izbačeni tijekom naknadnog krvarenja iz rodnice. Ipak, kirurški zahvat može se provesti na zahtjev žene, ako je krvarenje obilno ili dugotrajno, uzrokuje anemiju ili ako postoje dokazi o endometriozi.

### Komplikacije
Komplikacije nakon medikamentoznog pobačaja uz pomoć mifepristona i misprostola prije 10. tjedana trudnoće su rijetke. Prema dva velika pregledna rada, krvarenje koje zahtijeva transfuziju krvi dogodilo se u 0,03 – 0,6 % slučajeva, a ozbiljna infekcija u 0,01 – 0,5 % slučajeva. Pošto je pojava infekcija izuzetno rijetka, većina udruženja liječnika ne preporučuju uporabu rutinskih antibiotika. Ipak, bilo je nekoliko slučajeva smrti od sindroma toksičnog šoka nakon takvog pobačaja.

## Statistika
| Zemlja           | Postotak    |
| ---------------- | ----------- |
| Italija          | 17% u 2015. |
| Španjolska       | 19% u 2015. |
| Belgija          | 22% u 2011. |
| Nizozemska       | 22% u 2015. |
| Njemačka         | 23% u 2016. |
| SAD              | 39% u 2017. |
| Engleska i Wales | 62% u 2016. |
| Francuska        | 64% u 2016. |
| Island           | 67% u 2015. |
| Danska           | 70% u 2015. |
| Portugal         | 71% u 2015. |
| Švicarska        | 72% u 2016. |
| Škotska          | 83% u 2016. |
| Norveška         | 87% u 2016. |
| Švedska          | 92% u 2016. |
| Finska           | 96% u 2015. |

Istraživanje Instituta Guttmacher o uslugama pobačaja procijenilo je da su rani medikamentozni pobačaji činili 31 % svih izvanbolničkih pobačaja i 45 % izvanbolničkih pobačaja prije 9. tjedna trudnoće u Sjedinjenim Američkim Državama 2014. U naknadnom istraživanju procijenjeno je da je pobačaj tabletama činio 39 % svih pobačaja u SAD-u što je povećanje od 25% u odnosu na 2014.
Medikamentozni pobačaji u klinikama Planned Parenthooda (hrv. Planirano roditeljstvo) u SAD-u sačinjavali su 32 % ranih pobačaja 2008., 35 % svih pobačaja u 2010. i 43% svih pobačaja u 2014.

## Povijest
Medikamentozni pobačaj postao je alternativna metoda pobačaja napretkom medicine u 1970-ima i u 1980-ima. Mifepriston je prvotno odobren u Kini i Francuskoj 1988. Američko udruženje za hranu i lijekove (FDA) odobrilo je korištenje mifepristona i misoprostola 2000. godine za pobačaj u prvih 49 dana trudnoće. Godine 2016. FDA je ažurirala oznaku mifepristona i tako produljila njegovu upotrebu unutar 70 dana trudnoće.

### Cijena i dostupnost
U Sjedinjenim Američkim Državama 2009. godine, tipična cijena za medikamentozni pobačaj do 9. tjedna trudnoće bila je oko 490 američkih dolara (oko 3100 kn), koja je za oko četiri posto veća od prosječne cijene kirurškog pobačaja. U Sjedinjenim Državama 2008. godine 57 % žena platilo je pobačaj na svoj trošak.
Medikamentozni prekid trudnoće bi u pravilu trebao biti znatno jeftiniji, no u Hrvatskoj je i dalje iznimno nedostupan, no u zadnje je vrijeme vidljiv napredak. Prema izvještaju PRS 2018., opciju medikamentoznog prekida trudnoće u Hrvatskoj je pružalo šest zdravstvenih ustanova: KBC Rijeka, OB Pula, OB Gospić, OB Sisak, OB Nova Gradiška i SB Podobnik, a 11 ustanova je navelo da ga namjerava uvesti u roku dvije godine. Prema istraživanju Ženske sobe, medikamentozni prekid trudnoće u 2020. godini trebalo bi biti moguće obaviti u devet zdravstvenih ustanova: KBC Zagreb, KBC Rijeka, OB Sisak, OB Pula, OB Dubrovnik, OB Karlovac, OB Zabok i OB Varaždin. Cijene medikamentoznog pobačaja variraju, a kreću se (prema dostupnim informacijama) od 950 kn (OB Pula) do 2000 kn ili više. Najčešća cijena je 1500 kn.